# Gare de Paso Robles
La  gare de Paso Robles est une gare ferroviaire des États-Unis située à Paso Robles en Californie ; elle est desservie par Amtrak. C'est une gare sans personnel.

## Service des voyageurs

### Desserte
- Ligne d'Amtrak[1] :
  - Le Coast Starlight: Los Angeles - Seattle